# Jardin Isuien
Le jardin Isuien (依水園) est un jardin japonais situé à Nara, ancienne capitale du Japon proche de Kyōto. Chef-d'œuvre de l'ère Meiji, c'est le seul jardin de promenade (kaiyushiki teien) de Nara. Il est composé de deux parties distinctes, de part et d'autre des bâtiments, reliées par un étroit chemin boisé. Sa superficie est de 1,35 hectare.
En 1939, les deux jardins ont été achetés et combinés par Jyunsaku Nakamura, un marchand de Nara, afin de fournir un site propice à un musée consacré à sa collection d'art, particulièrement riche en céramiques. Le musée Neiraku (寧楽美術館) ainsi qu'Isuien sont accessibles au public.
Le site figure depuis 1975 sur la liste des « lieux au panorama exceptionnel » selon la loi de protection des biens culturels.

## Description

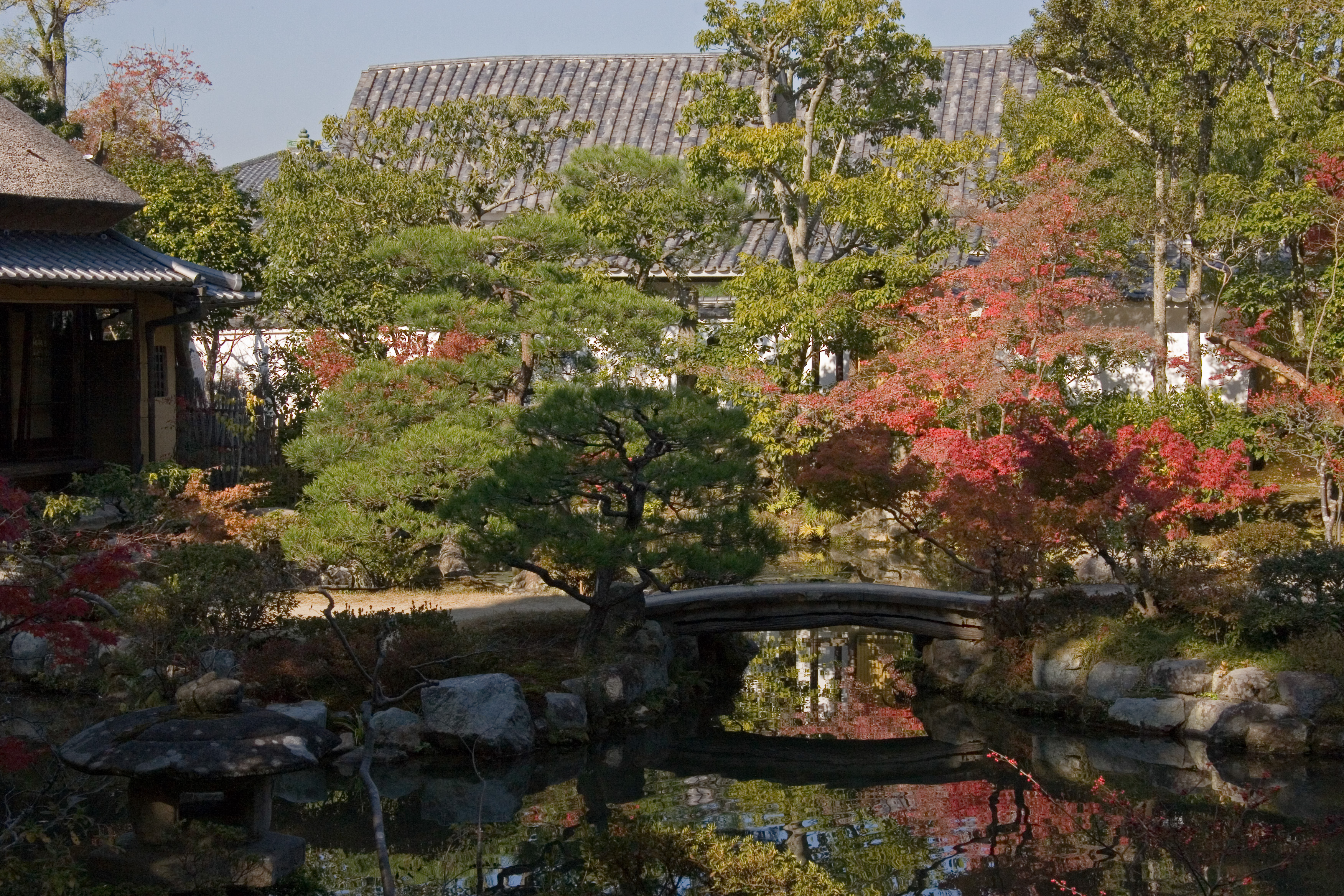
Jardin avant.

Le jardin avant se trouve du côté ouest. Il faisait autrefois partie du Manishu-in, un sous-temple du grand temple Kofuku-ji. Le terrain a été acheté dans les années 1670 (ère Enpō) par Michikiyo Kiyosumi, un riche tanneur qui y a construit une villa (composée de deux bâtiments : Sanshutei et Teishuken) au toit de chaume et a réaménagé le jardin. Le nom Sanshutei (« pavillon des trois merveilles ») a été donné par Mokuan, le grand prêtre du temple Manpuku-ji de l'école zen Oubaku à Uji. Le jardin est élaboré autour d'une mare centrale, où sont installées deux îles « grue et tortue », figures traditionnelles qui représentent la longévité.
Le jardin arrière est plus récent : il a été achevé en 1899 par Tojiro Seki, lui aussi marchand de Nara. Son concepteur est vraisemblablement Horitoku, un architecte jardinier qui bénéficiait du soutien de l'école de thé Urasenke. Le pavillon de thé Hyoshintei, à l'ouest de la mare centrale, a été conçu par Kimura Seibei, lui aussi soutenu par Urasenke. C'est depuis les abords de ce pavillon que le jardin dévoile une utilisation magistrale du shakkei, la technique du « paysage emprunté ». La composition du paysage incorpore le toit de la grande porte sud (Nandaimon) du temple Tōdai-ji, ainsi que les trois plus hautes collines surplombant Nara : les monts Wakakusa, Kasuga et Mikasa. Elle est encadrée par les arbres du sanctuaire Himuro, au sud, et du temple Tōdai-ji, au nord, qui font disparaître tout l'espace intermédiaire entre le jardin et l'arrière-plan ; cette continuité est renforcée par l'absence de toute enceinte artificielle. La mare elle-même représente le kanji 水 (mizu, « eau »). Une île centrale est reliée à la rive par une série de meules en pierre, qui étaient autrefois utilisées pour moudre les pigments utilisés en teinture ; cette forme de recyclage de pierres est fréquemment employée dans les jardins de thé. Le jardin contient par ailleurs très peu de pierres décoratives, suivant un usage assez courant durant l'ère Meiji, leur préférant des parterres d'azalées.
Les deux plans d'eau sont alimentés par la rivière Yoshiki, adjacente au jardin. Une dérivation traverse une colline artificielle à l'est du jardin arrière, tombe dans une chute d'eau en trois parties et arrive à l'étang.
Entre les deux jardins se trouve un petit jardin de thé rustique, limité par deux pavillons reliés par un chemin de pierres (roji) boisé.